# Lampa i Iskra Boża
Lampa i Iskra Boża – niezależne polskie wydawnictwo literackie.
Wydawnictwo zostało założone w 1993 roku przez Pawła Dunin-Wąsowicza, który od 1989 wydawał w ruchu alternatywnym zin o tytule Iskra Boża. W latach 90. wydawnictwo zagospodarowało niszę na polskim rynku wydawniczym, publikując dzieła mniej znanych polskich literatów i debiutantów, a także znacząco popularyzując ich twórczość, m.in. poprzez antologię Macie swoich poetów. Liryka polska urodzona po 1960 r. Wypisy. W 2008 roku działalność Dunin-Wąsowicza w zakresie zarządzania kulturą została wyróżniona w rankingu magazynu „Polityka”.
Oficyna wydawała miesięcznik kulturalny „Lampa”, a także prozę i poezję. W przeciągu lat opublikowała tytuły, które okazały się znaczące dla literatury polskiej ostatniej dekady XX w. Do autorów, których utwory wydała Lampa i Iskra Boża, należą: Marcin Świetlicki, Jacek Podsiadło, Dorota Masłowska, Krzysztof „Grabaż” Grabowski, Krzysztof Varga, Agnieszka Drotkiewicz, Xawery Stańczyk i Jakub Żulczyk.
Do sukcesów wydawniczych wydawnictwa należy Wojna polsko-ruska pod flagą biało-czerwoną autorstwa Doroty Masłowskiej z 2003 (ponad 120 tysięcy sprzedanych egzemplarzy). Autorem okładki pierwszego wydania był Krzysztof Ostrowski, dla jednego z kolejnych wydań okładkę i ilustracje przygotował Maciej Sieńczyk. Kolejny utwór Masłowskiej wydany przez oficynę, Paw królowej, został nagrodzony Nagrodą Literacką „Nike”.